# Mayhem
Mayhem (рус. Беспредел) — норвежская блэк-метал-группа, образованная в 1984 году в Осло. Они сыграли ключевую роль в формировании ранней норвежской блэк-метал-сцены, а самоубийство тогдашнего вокалиста группы Дэда в 1991 году и убийство основателя и гитариста группы Евронимуса Варгом Викернесом в 1993 году принесли группе скандальную известность. Дебютный полноформатный альбом группы De Mysteriis Dom Sathanas (1994) вышел уже после того, как группа прекратила существовать. В 1995 году бывшие участники группы, а именно барабанщик Хеллхаммер, сооснователь группы басист Некробутчер и вокалист Мэниак объединились с новым гитаристом Бласфемером (Руне Эриксен). Возрождённые Mayhem со временем сменили вокалиста (с 2004 года это Аттила Чихар, который и принимал участие в записи De Mysteriis Dom Sathanas) и нескольких гитаристов и выпустили ещё четыре альбома с более экспериментальным звучанием, инкорпорируя в блэк-метал другие музыкальные стили.

## История группы

### Создание группы (1984-1990)
Группа была основана в 1984 году гитаристом Эйстейном Ошетом (первоначально известным как «Destructor», позже он взял псевдоним «Евронимус»), басистом Йорном Стубберудом («Некробутчер») и барабанщиком Кьетилом Манхеймом, взяв название своей группы из песни Venom «Mayhem with Mercy». На участников группы в основном повлияли такие группы, как Venom, Death, Kreator, Motorhead, Necrodeath, Black Sabbath, Slayer, Bathory, Sarcófago, Sodom, Destruction, Celtic Frost и Hellhammer. Состав начал играть каверы на песни Black Sabbath, Venom, Motorhead, а позже записал демо Pure Fucking Armageddon. В то время все трое дружили с Джоном «Металлионом» Кристиансеном, редактором фанатского журнала «Slayer Magazine», в котором они часто появлялись в их музыкальной колонке. Маньяк (Свен Эрик Кристиансен) узнал о Mayhem благодаря этому журналу и отправил демозаписи своего проекта Septic Cunts, в котором он пел и играл на гитаре, что впечатлило Евронимуса, который ответил ему «Это… НЕВЕРОЯТНО! Вы должны петь в Mayhem». После того, как Маньяк вступил в группу, Mayhem пришлось столкнуться с недостатком, заключающимся в том, что они все жили вдали от Лангхуса, что затрудняло проведение репетиций.
В таком составе в 1987 году группа выпускает дебютный студийный релиз EP Deathcrush. Первое издание, опубликованное 16 августа 1987 года и распространённое лейблом Posercorpse Music (позже переименован в Deathlike Silence Productions), состояло из 1000 экземпляров, все они были пронумерованы Евронимусом и отправлены в несколько магазинов Осло. Чтобы продемонстрировать своё чувство юмора, группа рекламировала свой релиз в фанзине «Slayer Magazine», в которой было изображение Некробутчера играющего на пианино и окружённого рисунками кота Гарфилда. Благодаря Deathcrush группа Mayhem стала первой норвежской блэк-метал-группой, выпустившей альбом. Его ограниченный тираж и трудности с получением привели к тому, что спустя годы несколько копий, выставленных на продажу, достигли цифр между 930 и 2325 $, кроме того, один, подписанный Евронимусом — убитый в августе 1993 года, — был продан на eBay за 1800 $. В 1993 году гитарист переиздал Deathcrush через свой лейбл Deathlike Silence Productions уже с красной обложкой, а затем также такими лейблами, как Back On Black или Voices of Wonder.
Вскоре Манхейм и Маньяк покинули группу и на их место в 1988 году к группе присоединились барабанщик Хеллхаммер (Ян Аксель Бломберг) и вокалист Дэд (Пер Ингве Олин), который и начал сочинять тексты к новому альбому. Дэд был одержим смертью, одевался в лохмотья, наносил себе на лицо грим, делавший его похожим на труп («корпспэйнт»), и резал себе руки на концертах. 
В 1990 году Mayhem провели тур по Восточной Германии и сыграли в турецком Измире. Выступление в Лейпциге было записано и впоследствии издано как официальный концертный альбом Live in Leipzig. В этом же составе группа начала работать над записью первого студийного альбома De Mysteriis Dom Sathanas. Четыре написанных для него песни уже были исполнены в Лейпциге.

### Самоубийство Дэда
Однако, 8 апреля 1991 года, находясь в доме в лесу, который группа использовала для репетиций, Дэд перерезал себе запястья и горло, а затем выстрелил себе в лоб из дробовика. Он оставил короткую предсмертную записку и текст песни «Life Eternal»:

Простите за кровь, я порезал себе запястья и шею. Я собирался умереть в лесу, чтобы на поиски ушло несколько дней. Я принадлежу лесу и всегда принадлежал. Всё равно никто не поймёт почему. Чтобы дать некое подобие объяснения — я не человек, всё это просто сон, и скоро я проснусь. Было слишком холодно, кровь постоянно сворачивалась, ещё и мой новый нож оказался тупым. Если не удастся умереть от ножа, я вышибу всё дерьмо из черепа. Пока не знаю. Я оставляю «до лучших времён» все свои тексты и оставшиеся деньги. Пусть тот, кто найдёт, забирает эту хуйню. В качестве прощального привета оставляю «Life Eternal». Делайте, что хотите с этой хуйнёй. / Пелле.
Я задумал всё это не сейчас, а семнадцать лет назад.
— предсмертная записка Дэда.
Вскоре его тело нашёл Евронимус, но прежде чем позвонить в полицию, он зашёл в ближайший магазин и купил одноразовую камеру, на которую сфотографировал труп Дэда, предварительно положив рядом нож и дробовик. Одна из этих фотографий позже была помещена на обложку бутлега Dawn of the Black Hearts, выпущенного в 1995 году Маурицио Монтойей, владельцем лейбла Warmaster Records в Колумбии и другом по переписке Евронимуса.

### Развитие норвежской сцены блэк-метала. «Helvete» и «Чёрный круг»  (1991-1993)
В мае-июне 1991 года Евронимус открывает музыкальный магазин под названием Helvete. Термин Helvete (в переводе с норвежского — «Ад») происходит от древнескандинавского hels viti, то есть «наказание Хель». Магазин располагался по адресу Schweigaards gate 56 в Осло. Норвежские блэк-метал-музыканты часто собирались в подвале магазина, включая участников Mayhem, Emperor, Варга Викернеса из Burzum и Снорре Руха из Thorns. Евронимус также основал независимый лейбл звукозаписи Deathlike Silence Productions, который базировался в Helvete. На нём были выпущены альбомы Mayhem и Burzum, а также шведских групп Merciless и Abruptum. Евронимус, Викернес и гитарист Emperor Томас «Самот» Хауген одно время жили в магазине, равно как и Фауст, который работал в магазине. Стены магазина были окрашены в чёрный и декорированы средневековым оружием, постерами групп и пластинками, а витрину украшало надгробие из полистирола.  

По словам Оккультуса, который одно время был вокалистом и басистом группы, помещение, которое арендовал Евронимус, «было слишком большим, а арендная плата была слишком высокой. Вот почему дела у него никогда не шли». Для самого магазина использовалась лишь небольшая часть здания. Тем не менее, он стал центром норвежской блэк-металлической сцены. Металион, автор фанзина Slayer, сказал, что открытие Helvete было «творением всей норвежской блэк-металлической сцены». Даниэль Экерот писал в 2008 году:
Всего за несколько месяцев [после открытия Helvete] многие молодые музыканты стали одержимы Евронимусом и его идеями, и вскоре многие норвежские дэт-метал группы превратились в блэк-метал группы. Amputation стала Immortal, Thou Shalt Suffer превратилась в Emperor, а Darkthrone сменили дэт-метал, вдохновленный шведским языком, на примитивный блэк-метал. Гитарист Old Funeral Варг Викернес уже покинул группу, чтобы создать свое собственное творение Burzum 
Собиравшихся в Helvete называли «Чёрным кругом» или «Внутренним кругом блэк-метала» (англ. «The Black Circle», «Black Metal Inner Circle»), иногда распространяя это название на всю норвежскую блэк-метал-сцену. Согласно Фаусту оно было придумано Евронимусом, однако сам факт существования «Чёрного круга» как некоторой организации является крайне спорным. Помимо того, что название подразумевает, что сообщество являлось своего рода культом, упоминания о нём сильно различаются. Так книги Lucifer Rising: Sin, Devil Worship and Rock and Roll и Lords of Chaos: The Bloody Rise of the Satanic Metal Underground обе говорят о существовании «Чёрного круга». Например, анонс основанного на Lords of Chaos фильма гласит: 
В расширяющейся нечестивой войне блэк-метал-группы и их одержимые поклонники оставили мрачное наследие самоубийства, убийства и терроризма, распространяющегося из Норвегии в Германию, Россию, Америку и далее. Фильм будет сосредоточен на отношениях между легендарными личностями, Варгом Викернесом и Евронимусом, и остальными из "Чёрного круга", и тем, как они вели войну против властей в своей родной стране.
В то время как Варг Викернес в своей рецензии на Lucifer Rising отрицает его существование, заявляя:
Во-первых, так называемый „Чёрный круг“ был придуман Евронимусом, поскольку он хотел, чтобы люди поверили в существование такой вещи, но это ерунда, и его никогда не существовало. С другой стороны, СМИ одно время верили в его существование, однако быстро перестали о нём говорить, когда поняли, что это был специально пущенный слух.
Аналогично, отвечая в Lords of Chaos на вопрос «Чем был Чёрный круг?», Фауст говорит:
Это было всего лишь название людей, болтавшихся вокруг магазина <…> там не было членства, членских карточек и официальных встреч.
Открытие Helvete привело к распространению стиля блэк-метал среди норвежских групп. Как написал Дениэл Экерот в 2008 году:
В течение всего нескольких месяцев [после открытия Helvete], Евронимус и его идеи завладели умами многих молодых музыкантов, и вскоре норвежские дет-метал-группы стали превращаться в блэк-метал-группы. Amputation стали Immortal, Thou Shalt Suffer превратились в Emperor, а Darkthrone поменяли свой вдохновлённый шведами дет-метал на примитивный блэк-метал. Наиболее печально известный гитарист Old Funeral Кристиан Викернес уже покинул группу, чтобы сформировать своё собственное творение Burzum.
Тогда же Некробутчер покинул группу. Со временем на место бас-гитариста Евронимус взял Варга Викернеса, который познакомился с ним в Helvete и записи чьего проекта Burzum Евронимус издавал на своём лейбле. В Mayhem Викернес взял псевдоним Граф Гришнак. Вместе с вокалистом Аттилой Чихаром (лидером венгерской группы Tormentor, одними из пионеров блэк-метала) и сессионным гитаристом Снорре Рухом (создатель проекта Thorns) Mayhem возобновили работу над De Mysteriis Dom Sathanas. Рух не принимал участия в записи альбома, но под его влиянием Евронимус перешёл от резкой, скоростной манеры игры на гитаре к более тягучим и вязким риффам, а сочинённые самим Рухом риффы вошли в песню «From the Dark Past».

### Запись De Mysteriis Dom Sathanas
Так как Дэд покончил с собой ещё до начала записи альбома, в качестве вокалиста был приглашён Аттила Чихар из венгерской группы Tormentor. Его узнаваемый вокал не похож на стандартный для блэк-метала скриминг, однако несмотря на это его работа на De Mysteriis Dom Sathanas считается одним из лучших образцов жанра.
Альбом был записан, по словам Аттилы, за три дня, в конце 1992 — начале 1993 года в студии Grieghallen в Бергене. Снорре «Блэкторн» Рух, участник блэк-метал группы Thorns, написал несколько риффов для альбома и закончил некоторые тексты песен Дэда, а в 1992 стал вторым гитаристом Mayhem. Партии бас-гитары в альбоме были записаны Варгом Викернесом, создателем и единственным участником проекта Burzum. По словам Викернеса, Евронимус написал большую часть гитарных риффов, но он утверждал, что Хеллхаммер, Некробутчер и он сам также написали некоторые риффы. Свои партии Хеллхаммер записал на ударной установке, стоявшей непосредственно в концертном зале, благодаря чему качество ударных в альбоме оказалось необычайно высоким для блэк-метала.
Альбом считается одним из самых влиятельных альбомов блэк-метала за всю историю. Журнал Metal Hammer писал:

Спустя два десятилетия после того, как он был записан, он продолжает возглавлять списки «лучших альбомов» давних поклонников жанра и в то же время служит основным источником вдохновения для новых групп, участники которых даже не родились, когда он был записан. Многие скажут, что это самый важный альбом в широком и постоянно растущем каталоге блэк-метала, и очень немногие будут утверждать, что он не является сильным претендентом на эту награду.
— Metal Hammer.
Metal Injection описал его как «один из самых важных альбомов блэк-метала всех времен», написав, что «в одной записи слушатель подвергается всей мощи, славе и противоречиям, присущим норвежскому блэк-металу, таким образом что делает его увлекательным артефактом из темного прошлого и важной частью прослушивания блэк-метала».
De Mysteriis Dom Sathanas был включён в список IGN «10 великих альбомов блэк-метала».
В 2017 году журнал Rolling Stone поставил De Mysteriis Dom Sathanas на 40-е место в своем списке «100 величайших металлических альбомов всех времен».
Песня «Freezing Moon» была включена в список 25 Extreme Metal Anthems от журнала Kerrang!, а различные песни из этого альбома были исполнены вживую и в студии такими группами, как Dissection (Джон Нёдтвейдт и Оле Оман также исполнили эту песню с Евронимусом в 1991 году), Immortal, Dark Funeral, Carpathian Forest, Gorgoroth, Behemoth, Vader, Enslaved, Cradle of Filth и Darkmoon.

### Гибель Евронимуса и распад группы (1993-1994)
В начале 1993 года между Евронимусом и Викернесом, а также между Евронимусом и некоторыми участниками шведской блэк-металлической сцены возникла неприязнь.
10 августа 1993 года Варг Викернес и его друг Снорре Рух приехали из Бергена в Осло к Евронимусу, где после ссоры Викернес нанёс Евронимусу удары ножом, который он всегда носил с собой, смертельный удар пришёлся в голову. О том, что могло привести к убийству, спорят до сих пор, в частности, в качестве причин называют конфликт Варга и Евронимуса по поводу доходов от продажи дисков Burzum и борьбу за лидерство в организации The Inner Black Circle of Norway, которую возглавлял Евронимус и в которую входили Викернес и ряд других музыкантов. Сам Викернес позднее писал, что Евронимус планировал его убийство и что Викернес фактически прибегнул к самообороне, а большинство из ран на теле Евронимуса образовались от падения на осколки стекла при скатывании с лестницы, а не были нанесены Викернесом. Викернес был арестован через несколько дней и позже приговорён к 21 году тюрьмы за убийство Евронимуса и поджоги церквей, Рух, ждавший Викернеса внизу, получил 8 лет за соучастие в убийстве. Снорре утверждает, что Викернес планировал убить Евронимуса и вынудил его пойти с ним. Он утверждает, что летом 1993 года его чуть не отправили в психиатрическую больницу, но он сбежал в Берген и остался с Викернесом. Снорре сказал об убийстве: «Я был ни за, ни против этого. Мне было плевать на Эйстейна».  Викернес, однако, утверждает, что он не планировал убийство и что Снорре пришёл, чтобы показать Евронимусу несколько новых гитарных риффов.
Часть норвежской сцены считала Викернеса предателем за убийство Евронимуса и его отказ от сатанизма в пользу национализма и одинизма. Они расценили смерть Евронимуса как серьёзную потерю для сцены, и некоторые блэк-металлисты «поклялись отомстить за смерть Эйстейна». Через несколько лет после убийства Исан из Emperor сказал: «На сцене больше нет дисциплины, как раньше в магазине». После его смерти «вокруг памяти Евронимуса развился культ», и некоторые провозгласили его «королем» или «крестным отцом блэк-метала».
Группа, единственным участником которой остался Хеллхаммер, де-факто прекратила существование.

### Возрождение группы, период с Бласфемером (1995-2008)
Но уже на похоронах Евронимуса Хеллхаммер (барабанщик Mayhem) и Некробутчер (бывший басист Mayhem) решили продолжить работу в группе и работали над выпуском альбома De Mysteriis Dom Sathanas. Перед релизом семья Евронимуса попросила Хеллхаммера удалить басовые партии, записанные Викернесом. Хеллхаммер сказал: «Я подумал, что уместно, чтобы убийца и жертва были на одной пластинке. Я сообщил, что перезаписываю басовые партии, но так и не сделал». Альбом с Евронимусом на гитаре и Викернесом на бас-гитаре был наконец выпущен в мае 1994 года, но в буклете из музыкантов были упомянуты только Хеллхаммер и Евронимус.
На место вокалиста в возрождённом коллективе вернулся Маньяк, с которым Некробутчер продолжал поддерживать контакт. В конце 1994 года роль гитариста была предложена девятнадцатилетнему Руне Эриксену (Бласфемер), практически неизвестному даже внутри сцены. Их первой совместной записью стал мини-альбом Wolf's Lair Abyss (1997) и в том же году Mayhem начали давать концерты в новом составе. Заявления Хеллхаммера (который выступал против смешения рас и иностранцев в Норвегии) и использование нацистских изображений, таких как флаги со свастикой в репетиционном зале, эмблема Totenkopf и товары группы с символом военного отделения Nasjonal Samling вызвали споры и обвинения в неонацизме. Кроме того, Хеллхаммер заявил, что ни один из участников нового состава не был сатанистом, и что «сатанинские штучки — это не то, чем, как мне кажется, является Mayhem сегодня. Музыка Mayhem по-прежнему мрачная, но я бы не сказал, что это что-либо сатанинское».
Поворотным пунктом для группы стал второй полноформатный альбом 2000 года Grand Declaration of War. Альбом довольно далеко отошёл от традиционного блэк-метала в звучании, и содержит элементы авангардного метала. Построение композиций значительно усложнилось. Во многих композициях использованы различные эффекты, например искажение голоса, квадрофонические эффекты и т.д. Звук стал намного «чище» в сравнении с предыдущими работами группы. На нём в полной мере проявилось мастерство Эриксена, «ломаная» гитара которого создавала футуристические ландшафты, а довершали дело разнообразные вокальные техники Мэниака. Grand Declaration of War разделил фанатов группы, часть из которых не мыслила группу без Евронимуса и с новым звучанием.
Mayhem попала в заголовки газет в 2003 году, когда фанат Пер Кристиан Хаген попал в больницу с переломом черепа после удара отрубленной овечьей головой, брошенной в зал со сцены. Были предъявлены обвинения в нападении, но группа заявила, что это была совершенная случайность.
В 2004 году вышел третий альбом Chimera. Вскоре после этого группу покинул Маньяк. По словам Некробутчера, это произошло после стычек между вокалистом, который из-за страха сцены начал напиваться перед концертами, и разозлённым этим гитаристом Бласфемером. Обязанности вокалиста принял на себя Аттила Чихар, известный своей вокальной работой на De Mysteriis Dom Sathanas.

### Ordo ad Chao и Уход Бласфемера
Четвёртый полноформатный альбом группы, Ordo ad Chao (лат. «Приказ к хаосу»), был выпущен в апреле 2007 года. Ordo ad Chao содержал гораздо более сырой звук, чем остальные недавние работы группы; барабаны не были выровнены, а микс ушёл в сторону классического блэк-метала. Альбом продолжил эксперименты группы с неортодоксальными структурами песен, например "Illuminate Eliminate" длинною в 9:40 стала вторым по длине треком группы после «Completion in Science of Agony (Part I of II)» (9:44) с Grand Declaration of War. Альбом получил хорошие отзывы и стал самым популярным альбомом группы, заняв 12-е место в норвежских чартах., награда крупнейшей и старейшей музыкальной премии Норвегии за лучший металлический альбом 2007 года.
В апреле 2008 года Бласфемер объявил о своих планах покинуть группу, выразив отсутствие желания продолжать, несмотря на удовлетворение их достижениями. В последующие месяцы он выступал на европейских фестивалях, а его последнее выступление в составе группы состоялось в августе. После этого он продолжил работу с португальской группой Ava Inferi. Для дальнейших концертных выступлений к группе присоединился Кристер Дрейер (Морфеус) из Limbonic Art, а с осени 2009 года — второй гитарист, известный под псевдонимом Сильмаэт.

### После ухода Бласфемера и релиз Esoteric Warfare (2008-2015)
16 ноября 2009 года музыканты Mayhem вместе с тур-командой были арестованы за разгром отеля в голландском Тилбурге. Ущерб, нанесённый гостинице, составил около 5000 евро. В сентябре 2010 года Mayhem впервые отыграли шоу в Новой Зеландии в рамках австралийского турне.
В 2011 году Сильмаэта сменил Мортен Иверсен (Телох), игравший со многими норвежскими группами, включая Gorgoroth и 1349, и в собственном проекте Nidingr. В 2012 году Некробутчер рассказал, что группа работает над новым материалом. Пятый альбом Esoteric Warfare был издан 9 июня 2014 года. Основным автором музыки был Телох, тексты о паранойе, контроле сознания и психотронном оружии написал Аттила. Рецензент Pitchfork охарактеризовал Esoteric Warfare как крепкую, сбалансированную работу, не достигающую крайностей экспериментаторства предыдущих альбомов, но представляющую собой не шаг назад, а скорее упорядочивание.

### Концертный альбом и альбом Daemon (2016-2020)
В 2016—2017 годах группа провела тур, в котором полностью играла альбом De Mysteriis Dom Sathanas. В декабре 2016 года запись концерта в Норрчёпинге была издана как Mysteriis Dom Sathanas Alive.
Шестой студийный альбом Mayhem, Daemon, был выпущен 25 октября 2019 года на лейбле Century Media Records. Перед альбомом были выпущены три сингла: Worthless Abominations Destroyed , Of Worms and Ruins и Falsified and Hated. Альбом характеризуется возвращением к более традиционному стилю блэк-метала, как в De Mysteriis, и содержит 10 новых песен с ещё двумя бонус-треками и несколькими каверами (в том числе и на старую группу Дэда Morbid) в расширенной версии альбома.

### Atavistic Black Disorder / Kommando (2021-настоящее время)
В 2021 году Mayhem были занесен в Зал славы Рокхейма после того, как ранее в том же году был номинирован в третий раз. По состоянию на 2021 год они являются единственной блэк-метал-группой, введенной в этот зал.
9 июля 2021 года Mayhem выпустили новый EP Atavistic Black Disorder / Kommando. На EP представлены гостевые выступления бывших вокалистов Мессии и Маньяка, каждый из которых исполнил по одному кавер-треку. Это первые их студийные записи с группой после Deathcrush 1987 года и Chimera 2004 года соответственно.

## Состав группы
| Текущий состав - Аттила Чихар — ведущий вокал (1993)(2004—наши дни) - Телох — гитара (2011—наши дни) - Некробутчер — бас-гитара (1984—1991)(1995—наши дни) - Хеллхаммер — ударные (1988—наши дни) | Бывшие участники - Евронимус — гитара (1984-1993, умер в 1993) - Бласфемер — гитара (1995-2008) - Маньяк — ведущий вокал (1986-1987)(1995-2004) - Дэд — ведущий вокал (1988-1991, умер в 1991) - Мессия (Эйрик Нордхейм) — ведущий вокал (1985) - Киттил Киттельсен — ведущий вокал (1987) - Варг Викернес — бас-гитара (1992—1993) - Оккультус (Стиан Йоханнсен) — бас-гитара, ведущий вокал (1991-1992) - Кьетил Манхейм — ударные (1984-1987) - Torben Grue — ударные (1987) Сессионные/концертные участники - Ghul — гитара (2012—наши дни) Бывшие концертные участники - Morfeus — гитара (2008-2012) - Александр Нордгарен — гитара (1997-1998) |

Временная шкала

## Дискография
| Год  | Название                                          | Состав                                                                                          | Лейбл                         |
| ---- | ------------------------------------------------- | ----------------------------------------------------------------------------------------------- | ----------------------------- |
| 1986 | Pure Fucking Armageddon (демо)                    | Евронимус — гитара Некробутчер — бас Манхейм — ударные                                          | Funny Fram                    |
| 1987 | Deathcrush (мини-альбом)                          | Маньяк — вокал Мессия — сессионный вокал Евронимус — гитара Некробутчер — бас Манхейм — ударные | Posercorpse Music             |
| 1993 | Live in Leipzig (концертный)                      | Дэд — вокал Евронимус — гитара Некробутчер — бас Хеллхаммер — ударные                           | Obscure Plasma Records        |
| 1994 | A Tribute To The Black Emperors                   | Дэд — вокал (Mayhem и Morbid) Евронимус — гитара Некробутчер — бас Хеллхаммер — ударные         |                               |
| 1994 | De Mysteriis Dom Sathanas                         | Дэд — лирика Аттила — вокал Евронимус — гитара Варг Викернес — бас Хеллхаммер — ударные         | Deathlike Silence Productions |
| 1995 | Dawn of the Black Hearts (бутлег)                 | Дэд — вокал Евронимус — гитара Варг Викернес — бас Хеллхаммер — ударные                         | Warmaster Records             |
| 1996 | Out from the Dark (мини-альбом)                   | Дэд — вокал Евронимус — гитара Некробутчер — бас Хеллхаммер — ударные                           | Black Metal Records           |
| 1996 | Freezing Moon (сингл)                             | Дэд — вокал Евронимус — гитара Некробутчер — бас Хеллхаммер — ударные                           | Black Metal Records           |
| 1997 | Wolf's Lair Abyss (мини-альбом)                   | Маньяк — вокал Бласфемер — гитара Некробутчер — бас Хеллхаммер — ударные                        | Misanthropy Records           |
| 1997 | Ancient Skin / Necrolust (сингл)                  | Маньяк — вокал Бласфемер — гитара Некробутчер — бас Хеллхаммер — ударные                        | Misanthropy Records           |
| 1999 | Necrolust / Total Warfare (сплит с Zyklon-B)      | Маньяк — вокал Бласфемер — гитара Некробутчер — бас Хеллхаммер — ударные                        | Vinyl Collector Records       |
| 1999 | Mediolanum Capta Est (концертный)                 | Маньяк — вокал Бласфемер — гитара Некробутчер — бас Хеллхаммер — ударные                        | Avantgarde Music              |
| 2000 | Grand Declaration of War                          | Маньяк — вокал Бласфемер — гитара Некробутчер — бас Хеллхаммер — ударные                        | Season of Mist Necropolis     |
| 2001 | European Legions (сборник)                        | Маньяк — вокал Бласфемер — гитара Некробутчер — бас Хеллхаммер — ударные                        | Season of Mist                |
| 2001 | Live in Marseille 2000 (концертный)               | Маньяк — вокал Бласфемер — гитара Некробутчер — бас Хеллхаммер — ударные                        | Season of Mist                |
| 2001 | U.S. Legions (сборник)                            | Маньяк — вокал Бласфемер — гитара Некробутчер — бас Хеллхаммер — ударные                        | Renegade Records              |
| 2002 | Jihad / Freezing Moon (сплит с Meads of Asphodel) | Маньяк — вокал Бласфемер — гитара Некробутчер — бас Хеллхаммер — ударные                        | Supernal Music                |
| 2002 | The Studio Experience (vinyl box set)             | Маньяк — вокал Бласфемер — гитара Некробутчер — бас Хеллхаммер — ударные                        | Season of Mist                |
| 2004 | Chimera                                           | Маньяк — вокал Бласфемер — гитара Некробутчер — бас Хеллхаммер — ударные                        | Season of Mist                |
| 2007 | Ordo Ad Chao                                      | Аттила — вокал Бласфемер — гитара Некробутчер — бас Хеллхаммер — ударные                        | Season of Mist                |
| 2014 | Psywar (сингл)                                    | Аттила — вокал Телох — гитара Некробутчер — бас Хеллхаммер — ударные                            | Season of Mist                |
| 2014 | Esoteric Warfare                                  | Аттила — вокал Телох — гитара Некробутчер — бас Хеллхаммер — ударные                            | Season of Mist                |
| 2019 | Daemon                                            | Аттила — вокал Телох — гитара Некробутчер — бас Хеллхаммер — ударные                            | Century Media Records         |
| 2021 | Atavistic Black Disorder/Kommando (мини-альбом)   | Аттила — вокал Телох — гитара Некробутчер — бас Хеллхаммер — ударные                            | Century Media Records         |
| 2023 | Daemonic rites (концертный)                       | Аттила — вокал Телох — гитара Некробутчер — бас Хеллхаммер — ударные                            | Century Media Records         |

### Видео
| Год  | Название                                   | Лейбл               |
| ---- | ------------------------------------------ | ------------------- |
| 1998 | Live in Bischofswerda 21st June 1997 (VHS) | Misanthropy Records |
| 2001 | Live In Marseille 2000 (VHS)               | Season of Mist      |